# Elvis (album, 1956)
Pour les articles homonymes, voir Elvis.
Albums de Elvis Presley
Elvis Presley
(1956) Loving You
(1956)
Elvis est le deuxième album du chanteur américain Elvis Presley. Sorti en 19 octobre 1956 par la compagnie RCA Victor (LPM-1382), il a atteint la première position au Billboard au mois de décembre de la même année. L’album fut certifié disque d’or en février 1960 par la R.I.A.A. Sauf pour So Glad You're Mine, qui date de janvier, les chansons ont été enregistrées les 1er, 2 et 3 septembre 1956, au studio Radio Recorders, à Hollywood.
Pour la plupart, les chansons sont des reprises de standards de la musique country, de rhythm and blues ou de rock 'n' roll. Trois d'entre elles sont issues du répertoire de Little Richard.

## Liste des chansons
| 1. | Rip It Up                             | Robert Blackwell, John Marascalco                   | 1:50 |
| 2. | Love Me                               | Jerry Leiber et Mike Stoller                        | 2:41 |
| 3. | When My Blue Moon Turns To Gold Again | Gene Sullivan, Wiley Walker                         | 2:18 |
| 4. | Long Tall Sally                       | Robert Blackwell, Enotris Johnson, Richard Penniman | 1:51 |
| 5. | First In Line                         | Aaron Schroeder, Ben Weisman                        | 3:21 |
| 6. | Paralyzed                             | Otis Blackwell, Elvis Presley                       | 2:18 |

| 1. | So Glad You're Mine          | Arthur Crudup                     | 2:18 |
| 2. | Old Shep                     | Red Foley                         | 4:10 |
| 3. | Ready Teddy                  | Robert Blackwell, John Marascalco | 1:55 |
| 4. | Anyplace Is Paradise         | Joe Thomas                        | 2:26 |
| 5. | How's The World Treating You | Chet Atkins, Boudleaux Bryant     | 2:23 |
| 6. | How Do You Think I Feel      | Webb Pierce, Wayne Walker         | 2:10 |